# Padang Pariaman
Padang Pariaman is een regentschap (kabupaten) in de provincie West-Sumatra, Indonesië. Het regentschap heeft een oppervlakte van 1328 km² en heeft 370.489 inwoners (2003). De hoofdstad van het regentschap is de stad Pariaman.
Padang Pariaman ligt aan de westkust van Sumatra en grenst in het noorden aan het regentschap Agam, in het oosten aan de regentschappen Tanah Datar en Solok en in het zuiden aan de stad Padang.
Padang Pariaman is onderverdeeld in 17 onderdistricten (kecamatan):
- Batang Anai
- Batang Gasan
- Enam Lingkung
- 2 x 11 Enam Lingkung
- Lubuk Alung
- 2 x 11 Kayu Tanam
- IV Koto Aur Malintang
- V Koto Kampung Dalam
- VII Koto Sungai Sarik
- V Koto Timur
- Nan Sabaris
- Padang Sago
- Patamuan
- Sintuk Toboh Gadang
- Sungai Geringging
- Sungai Limau
- Ulakan Tapakis